# جوایز دی.آی.سی.ای.
جوایز دی.آی.سی.ای (به انگلیسی: D.I.C.E. Awards) (سابقاً با نام جوایز دستاورد تعاملی) مراسم جایزه‌ای در صنعت بازی‌های ویدئویی است. این مراسم توسط فرهنگستان هنر و علوم تعاملی به‌صورت سالانه در لاس وگاس برگزار می‌شود. برندگان دی.آی.سی.ای توسط رأی‌گیری میان متخصصان صنعت و اعضای فرهنگستان مشخص می‌شوند. دی.آی.سی.ای مخفف طراحی، نوآوری، برقراری ارتباط و سرگرم کردن (به انگلیسی: Design Innovate Communicate Entertain) است.